# Bintanath

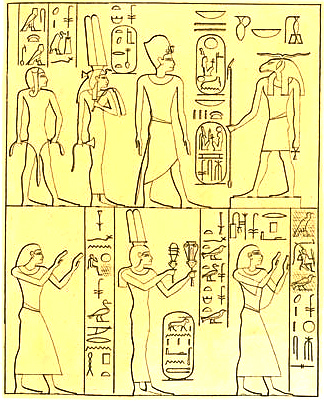
Asszuáni sziklasztélé. Fent: II. Ramszesz és Iszetnofret Hnum isten előtt. Lent: Merenptah, Bintanath és Ramszesz herceg.

Bintanath (vagy Bentanath) (i. e. kb. 1282–1210) ókori egyiptomi hercegnő és királyné; II. Ramszesz fáraó elsőszülött lánya.
Bintanath akkor születhetett, amikor apja még társuralkodó volt I. Széthi mellett. Anyja Iszetnofret volt, Ramszesz két főfeleségének egyike; a Haemuaszet által emeltetett Gebel esz-Szilszile-i sztélé tanúsága alapján gyermekei közül Ramszesz herceg idősebb, míg Haemuaszet és Merenptah hercegek fiatalabbak voltak Bintanathnál. A hercegnő neve szíriai eredetű, jelentése „Anath leánya” (Anath egy Szíriában tisztelt istennő volt). Ebből egyesek arra következtettek, hogy Iszetnofret esetleg szíriai származású. A másik elmélet, mely szerint Iszetnofret Horemheb fáraóval állt rokonságban, szintén Bintanathhoz fűződik, az ő nevével ellátott usébtiket találtak ugyanis Horemheb sírjában.
Ramszesz a 22. uralkodási évben feleségül vette Bintanathot, lányai közül az elsőként. A királyné sírjában feltűnik egy felnőtt lánygyermek, aki Joyce Tyldesley szerint Ramszesz és Bintanath közös lánya; az ő neve nem ismert, de lehetséges, hogy anyja nevét kapta, és feleségül ment az új fáraóhoz, nagybátyjához, Merenptahhoz – az egyik, Merenptah által Luxorban állíttatott szobron ugyanis ezen címek kíséretében említik Bintanathot: „a király leánya, a király testvére, nagy királyi hitves”. Ez a Bintanath Tyldesley feltételezése szerint ez a lány, mivel valószínűtlen, hogy az idős, hatvanas éveiben járó királyné ment volna hozzá öccséhez, az is lehetséges azonban, hogy az idős Bintanathról van szó, és nem azért visel királynéi címet, mert feleségül ment Merenptahhoz, hanem mert korábbi házassága után megillette.
Bintanath ábrázolásai megjelennek az Abu Szimbel-i nagyobbik sziklatemplomban és a Ramesszeumban, szobrai állnak Per-Ramszeszben (a Ramszesz által építtetett új fővárosban) és Vádi esz-Szebuában. Egy többnyire neki tulajdonított szobor található Karnakban is. Képe megjelenik azokon az Asszuánban és Gebel esz-Szilszilében talált sztéléken, melyeket öccse, Haemuaszet emeltetett és melyeken Ramszesz és Iszetnofret láthatóak közös gyermekeikkel. Neve mellett többnyire a következő címek tűnnek fel: „A Két Föld úrnője”, „a király leánya” (máshol: „a király szeretett leánya”, „a király vér szerinti leánya”), „nagy királyi hitves”, „Észak és Dél úrnője”, „királyi örökösnő”, „nagy becsben álló”, „a háremben a legelső”, „királyi hitves”.
Annak ellenére, hogy Ramszesz első lánya volt, egyike volt a fáraó azon kevés gyermekének, akik túlélték hosszú életű apjukat. Bintanath öccse, Merenptah uralkodása alatt halt meg, ekkor körülbelül a hetvenes éveiben járt. A Királynék völgye 71-es számú sírban temették el. Szarkofágja ma Kairóban található.
Címei: Nagy királyi hitves (ḥmt-nỉswt wr.t), Alsó- és Felső-Egyiptom asszonya (ḥnwt-šmˁw-mḥw), A Két Föld úrnője (nb.t-t3.wỉ), Örökös hercegnő, az első, a legnagyobb (ỉrỉỉ.t-pˁt tpỉ.t wr.t), A király lánya (z3.t-nỉswt), A király nővére (zn.t-nỉswt).

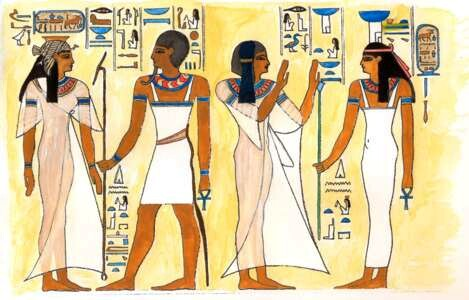
Bintanath ábrázolása sírjában